# Sultanato di Buton
Il Sultanato di Buton fu un regno indigeno nell'odierna Indonesia, sovrano dell'isola di Buton e delle aree adiacenti nell'odierna provincia Sulawesi nel sudest dello stato. Buton è stato una monarchia costituzionale con una propria costituzione di leggi scritte, con corpi agenti come sistemi legislativo, giudiziario ed esecutivo.

## Storia
Le isole che comprendevano il territorio del sultanato erano chiamate Liwuto Pataanguna, ovvero "Quattro Isole", e i suoi abitanti erano chiamati tukang besi, ovvero "fabbri". Secondo una versione, il motivo del nome nasce dalla storia orale di un olandese che, giunto sulle isole, rimase sorpreso nel vedere che tutti utilizzavano utensili in ferro, e li chiamò Toekang Besi Eilanden. Secondo un'altra versione, il nome fu dato da un altro regno nella regione, ovvero quello di Tukabessi.
Le isole di Buton sono menzionate nel Nagarakretagama e nel giuramento di Palapa, suggerendo che in precedenza fossero sotto l'influenza del regno di Majapahit. Inizialmente si credeva che il regno fosse stato fondato dai Mia Patamiana (i "quattro popoli"), chiamati Sipanjonga, Simalui, Sitamanajo e Sijawangkati, dalla penisola malese, i quali fondarono l'insediamento di Wolio (oggi parte della città di Baubau) e formarono le quattro tradizionali piccole regioni chiamate Limbo, ovvero Gundu-gundu, Barangkatopa, Peropa e Baluwu, ognuna comandata da un bonto noto poi come patalimbona. I quattro Limbo, insieme agli altri piccoli regni di Tobe-tobe, Kamaru, Wabula, Todanga e Batauga, si unirono insieme ed elessero il loro primo sovrano intorno al 1300, chiamato Wa Kaa kaa (la "sorella"), che fu spostata con Si Batara, ritenuto di essere di discendenza Majapahit. Il regno in seguito si convertì all'Islam a partire dal sovrano La Kilaponto, poi ribattezzato Murhum Kaimuddin Khalifatul Khamis, con l'ausilio di uno studioso dal sultanato di Johor; quest'ultimo è ritenuto essere lo stesso La Kilaponto del regno di Muna, mokole (sovrano) La Tolaki di Konawe, o la figura di Halu Oleo.
Il sultanato cadde sotto amministrazione olandese dopo il trattato di Asyikin–Brugman.

## Politica
Al contrario di molti altri regni e sultanati in Indonesia, il sultanato di Buton fu una monarchia costituzionale. Scritta e nominata da Murtabat Tujuh, la costituzione fu formalizzata dal Sultano La Elangi (1597–1631) e restò immutata fino all'estinzione del sultanato.